# Иордаке, Адриан
Адриан Георге Иордаке (рум. Adrian Gheorghe Iordache; 12 сентября 1980, Питешти, Румыния) — румынский футболист.

## Клубная карьера
В 2000 году попал в заявку бухарестского «Динамо», однако вскоре был отдан в аренду в «Кымпину» и в «Оцелул». В январе 2006 проходил сбор «Шинника» в Турции. После чего подписал контракт. Дебютировал в российской Премьер-Лиге 18 марта 2006 года в выездном матче против московского «Динамо», выйдя в стартовом составе, будучи заменённым после перерыва Геннадием Нижегородовым. По окончании сезона 2006 года был отдан на полгода в аренду в «Арджеш». Далее играл за кипрские клубы «Алки» и АЕЛ. В сезоне 2009/10 играл за бухарестский «Рапид». В 2010 году перебрался в азербайджанский «Хазар-Ленкорань», в котором играло несколько его соотечественников. В декабре того же года был выставлен клубом на трансфер. После чего играл за «Миовени». Завершил карьеру в 2013 году в «Глории» из Бистрицы.